# Чемпіонат УРСР із шахів 1936 (жінки)
2-й чемпіонат України із шахів серед жінок, що проходив у Києві в лютому 1936 року.

## Загальна інформація про турнір
Турнір проходив за коловою системою за участі 13 шахісток. Другій жіночій першості України передували чемпіонати міст та областей. Так у першості Харкова взяли участь 11 шахісток, перше місце посіла Дорошинська (не взяла участь у фінальній частині). У чемпіонаті Вінницької області перемогла Софія Егельська, у Дніпропетровській області — Єршова. Жіноча першість у Чернігівській області за участі 9 шахісток фінішувала 8 лютого, а вже наступного дня переможниця Віра Замига (Прилуки) вирушила в Київ, де назабаром мав стартувати другий жіночий чемпіонат України.
На турнірі домінували представниці Києва, перші три місця розділили минулорічні переможниці сестри Берта Вайсберг та Роза Клігерман, а також нова чемпіонка Зінаїда Артем'єва — усі по 9 очок.
Четверте та п'яте місця розділили чемпіонка Одеси Берта Корсунська та представниця Харкова Кацман (по 8 очок).
За підсумками турніру перші п'ятеро шахісток, а також чемпіонка Києва Тамара Добровольська, здобули право спробувати щастя у відборі до фіналу всесоюзної першості, що пройшов у квітні 1936 року в Ленінграді. З цією метою для підготовки учасниць всесоюзної першості була організована спеціальна шахова школа під керівництвом Олександра Константинопольського.
Представниці України досить пристойно виступлять у групових турнірах 4-го чемпіонату СРСР, хоча і не потраплять у фінал (у фінал проходили по двоє переможниць). Зокрема, Артем'єва у своїй групі розділила 2-4 місця (не пройшла за додатковим коефіцієнтом), Вайсберг посіла 4 місце не зазнавши жодної поразки, Клігерман посіла місце в середині таблиці з п'ятидесятивідсотковим результатом .

## Турнірна таблиця
| №  | Учасник              | Місто           | 1 | 2 | 3 | 4 | 5 | 6 | 7 | 8 | 9 | 10 | 11 | 12 | 13 |  | + | − | = | Очки | Місце   |
| -- | -------------------- | --------------- | - | - | - | - | - | - | - | - | - | -- | -- | -- | -- |  | - | - | - | ---- | ------- |
| 1  | Зінаїда Артем'єва    | Київ            |   |   |   |   |   |   |   |   |   |    |    |    |    |  |   |   |   | 9    | Gold    |
| 2  | Роза Клігерман       | Київ            |   |   |   |   |   |   |   |   |   |    |    |    |    |  |   |   |   | 9    | Gold    |
| 3  | Берта Вайсберг       | Київ            |   |   |   |   |   |   |   |   |   |    |    |    |    |  |   |   |   | 9    | Gold    |
| 4  | Берта Корсунська     | Одеса           |   |   |   |   |   |   |   |   |   |    |    |    |    |  |   |   |   | 8    | 4 — 5   |
| 5  | Кацман               | Харків          |   |   |   |   |   |   |   |   |   |    |    |    |    |  |   |   |   | 8    | 4 — 5   |
| 6  | Тамара Добровольська | Київ            |   |   |   |   |   |   |   |   |   |    |    |    |    |  |   |   |   | 7½   | 6 — 7   |
| 7  | Єршова               | Дніпропетровськ |   |   |   |   |   |   |   |   |   |    |    |    |    |  |   |   |   | 7½   | 6 — 7   |
| 8  | Софія Егельська      | Вінниця         |   |   |   |   |   |   |   |   |   |    |    |    |    |  |   |   |   | 5½   | 8       |
| 9  | Бергман              | Харків          |   |   |   |   |   |   |   |   |   |    |    |    |    |  |   |   |   | 5    | 9       |
| 10 | Хазан                | Харків          |   |   |   |   |   |   |   |   |   |    |    |    |    |  |   |   |   | 3½   | 10 — 11 |
| 11 | Кривицька            | Одеса           |   |   |   |   |   |   |   |   |   |    |    |    |    |  |   |   |   | 3½   | 10 — 11 |
| 12 | Віра Замига          | Прилуки         |   |   |   |   |   |   |   |   |   |    |    |    |    |  |   |   |   | 1½   | 12      |
| 13 | Плотнікова           | Молдавська АРСР |   |   |   |   |   |   |   |   |   |    |    |    |    |  |   |   |   | 1    | 13      |